# جنگ اتحاد کمبره
جنگ اتحاد کمبره (انگلیسی: War of the League of Cambrai) یک درگیری بزرگ در جریان جنگ‌های ایتالیا بود. طرف‌های اصلی جنگ ار سال ۱۵۰۸ تا ۱۵۱۶ میلادی با هم جنگیدند. اتحاد کمبره را پاپ ژولیوس دوم برای مهار کردن نفوذ جمهوری ونیز تشکیل داد و شامل خودش، لوئی دوازدهم فرانسه، ماکسیمیلیان یکم، امپراتور مقدس روم و فردیناند کاتولیک فرمانروای تاج آراگون می‌شد. با اینکه اتحاد در ابتدا موفق بود ولی با افزایش تنش بین پاپ ژولیوس و لوئی اتحاد فروپاشید و ژولیوس با ونیز علیه فرانسه متحد شد. اتحاد ونیز و پاپ در نهایت توانست فرانسه را در ۱۵۱۲ از ایتالیا بیرون کند، ولی اختلاف نظر دربارهٔ چگونگی تقسیم غنائم جنگی باعث شد ونیز علیه پاپ با فرانسه متحد شود. اتحاد فرانسه و ونیز تحت رهبری پادشاه جدید فرانسه فرانسوای اول در نبرد مارینیانو در سال ۱۵۱۵ پیروز شد. در عهدنامه نوایون که به این جنگ پایان داد قرار شد مرزها به وضعیتی که در سال ۱۵۰۸ بود بازگردد.